# Villeneuve (Alpes-de-Haute-Provence)
Villeneuve is een gemeente in het Franse departement Alpes-de-Haute-Provence (regio Provence-Alpes-Côte d'Azur). De gemeente telde 4.386 inwoners op 1 januari 2022. De plaats maakt deel uit van het arrondissement Forcalquier.

## Geschiedenis
In de tweede helft van de 11e eeuw werd het kasteel van La Roque gebouwd op de Roche Amère. Deze plaats was al bewoond sinds de oudheid. Het kasteel werd in 1145 vernield in de strijd tussen de graaf van Forcalquier en Raymond Berengarius III van Barcelona, graaf van Provence. Vanaf 1220 werden de baronnen van Céreste heren van La Roque. Zij stichtten in 1443 Villeneuve in de riviervlakte van de Durance. Het beter verdedigbare maar slecht toegankelijke La Roque werd verlaten.
De kerk Saint-Saturnin-Saint-Sébastien van Villeneuve werd vergroot in 1598 en in de 17e eeuw.

## Geografie
De oppervlakte van Villeneuve bedroeg op 1 januari 2022 25,55 vierkante kilometer; de bevolkingsdichtheid was toen 171,7 inwoners per km².
De gemeente wordt begrensd door de Durance in het oosten en door de Largue in het zuidwesten. Boven Villeneuve ligt de Roche Amère, een kalkrots die door de Largue wordt gescheiden van de Luberon.
De onderstaande kaart toont de ligging van Villeneuve met de belangrijkste infrastructuur en aangrenzende gemeenten.

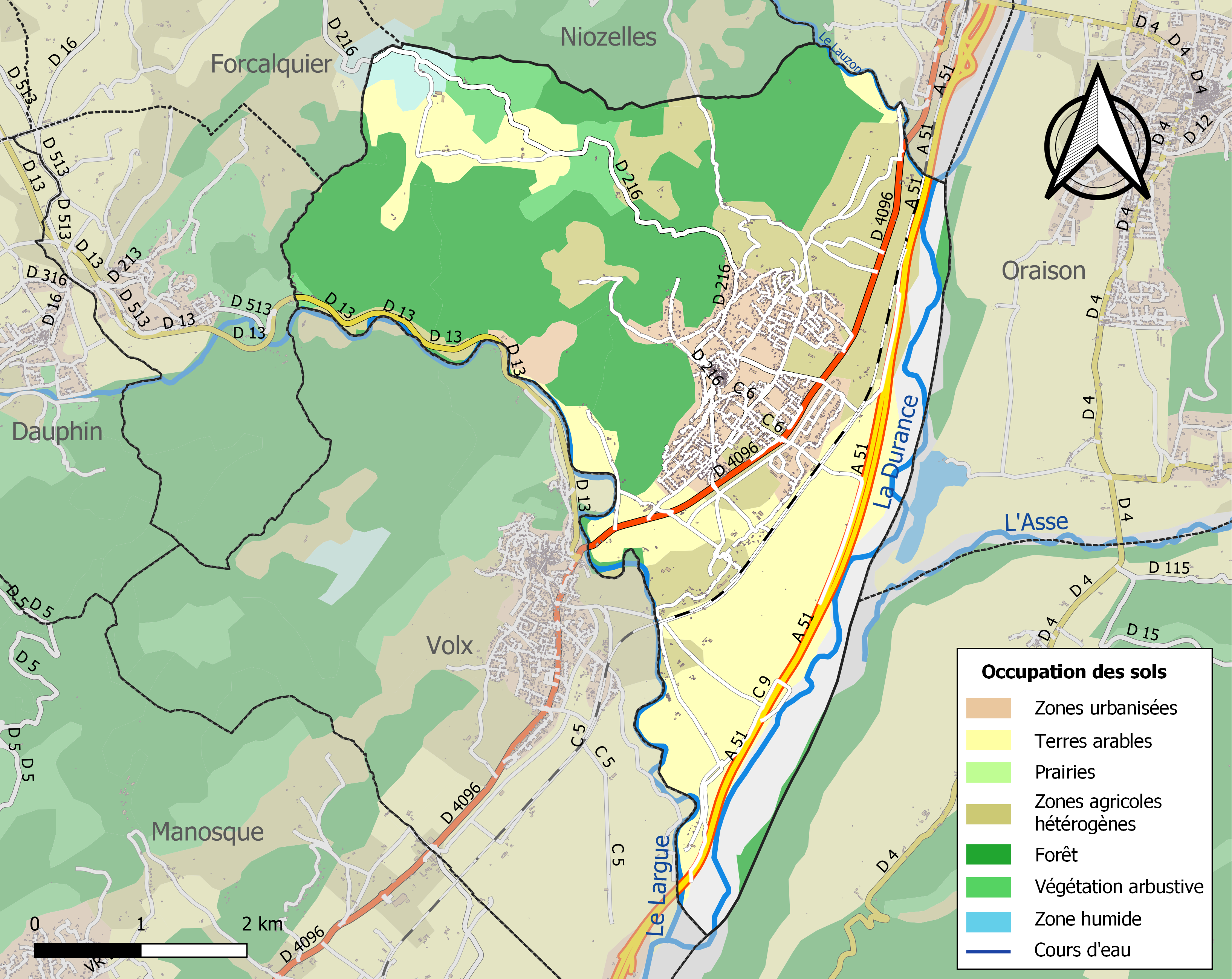

## Demografie
Onderstaande figuur toont het verloop van het inwonertal (bron: INSEE-tellingen).

Vanwege een beveiligingsprobleem met de MediaWiki Graph-software is het momenteel niet mogelijk deze grafiek weer te geven. Zodra de software is bijgewerkt zal de grafiek vanzelf weer zichtbaar worden.